# Prague Open 2021
Prague Open 2021 (còn được biết đến với Livesport Prague Open 2021 vì lý do tài trợ) là một giải quần vợt nữ chuyên nghiệp thi đấu trên mặt sân cứng ngoài trời. Đây là lần thứ 12 giải đấu được tổ chức và là một phần của WTA 250 trong WTA Tour 2021. Giải đấu diễn ra tại TK Sparta Praha ở Prague, Cộng hòa Séc từ ngày 12 đến ngày 18 tháng 7 năm 2021. Đây là lần đầu tiên giải đấu diễn ra trên mặt sân cứng ngoài trời. Trước đó, giải đấu diễn ra trên mặt sân đất nện.

## Nội dung đơn

### Hạt giống
| Quốc gia | Tay vợt             | Xếp hạng1 | Hạt giống |
| -------- | ------------------- | --------- | --------- |
| CZE      | Petra Kvitová       | 10        | 1         |
| CZE      | Barbora Krejčíková  | 17        | 2         |
| CZE      | Markéta Vondroušová | 42        | 3         |
| CZE      | Marie Bouzková      | 52        | 4         |
| CZE      | Kateřina Siniaková  | 64        | 5         |
| TPE      | Hsieh Su-wei        | 69        | 6         |
| SRB      | Nina Stojanović     | 86        | 7         |
| CZE      | Tereza Martincová   | 87        | 8         |
| BEL      | Greet Minnen        | 118       | 9         |

- Bảng xếp hạng vào ngày 28 tháng 6 năm 2021 [2]

### Vận động viên khác
Đặc cách:
- Lucie Havlíčková
- Viktória Kužmová
- Samantha Stosur

Bảo toàn thứ hạng:
- Vitalia Diatchenko
- Samantha Murray Sharan
- Tereza Smitková

Miễn đặc biệt:
- Elena-Gabriela Ruse

Vượt qua vòng loại:
- Naiktha Bains
- Jodie Burrage
- Asia Muhammad
- Urszula Radwańska
- Isabella Shinikova
- Rebecca Šramková

Thua cuộc may mắn:
- Anastasia Gasanova
- Liang En-shuo
- Conny Perrin

### Rút lui
Trước giải đấu
- Belinda Bencic → thay thế bởi  Maddison Inglis
- Océane Dodin → thay thế bởi  Samantha Murray Sharan
- Hsieh Su-wei → thay thế bởi  Conny Perrin
- Ons Jabeur → thay thế bởi  Leonie Küng
- Daria Kasatkina → thay thế bởi  Wang Xinyu
- Claire Liu → thay thế bởi  Tereza Smitková
- Tsvetana Pironkova → thay thế bởi  Grace Min
- Elena-Gabriela Ruse → thay thế bởi  Anastasia Gasanova
- Clara Tauson → thay thế bởi  Nuria Párrizas Díaz
- Ajla Tomljanović → thay thế bởi  Lizette Cabrera
- Markéta Vondroušová → thay thế bởi  Liang En-shuo
- Heather Watson → thay thế bởi  Giulia Gatto-Monticone
- Vera Zvonareva → thay thế bởi  Storm Sanders

## Nội dung đôi

### Hạt giống
| Quốc gia | Tay vợt          | Quốc gia | Tay vợt              | Xếp hạng1 | Hạt giống |
| -------- | ---------------- | -------- | -------------------- | --------- | --------- |
| SVK      | Viktória Kužmová | SRB      | Nina Stojanović      | 87        | 1         |
| USA      | Asia Muhammad    | AUS      | Storm Sanders        | 95        | 2         |
| CZE      | Marie Bouzková   | CZE      | Lucie Hradecká       | 102       | 3         |
| SUI      | Conny Perrin     | NED      | Rosalie van der Hoek | 296       | 4         |

- 1 Bảng xếp hạng vào ngày 28 tháng 6 năm 2021

### Vận động viên khác
Đặc cách:
- Lucie Havlíčková /  Miriam Kolodziejová
- Linda Klimovičová /  Barbora Palicová

### Rút lui
Trước giải đấu
- Anastasia Gasanova /  Natalija Kostić → thay thế bởi  Anastasia Gasanova /  Isabella Shinikova
- Ellen Perez /  Samantha Stosur → thay thế bởi  Jodie Burrage /  Samantha Stosur
- Ankita Raina /  Rosalie van der Hoek → thay thế bởi  Conny Perrin /  Rosalie van der Hoek

### Bỏ cuộc
- Conny Perrin /  Rosalie van der Hoek

## Nhà vô địch

### Đơn
- Barbora Krejčíková đánh bại  Tereza Martincová, 6–2, 6–0.

### Đôi
- Marie Bouzková /  Lucie Hradecká đánh bại  Viktória Kužmová /  Nina Stojanović, 7–6(7–3), 6–4.